# Francisca Hageman
Hester Francisca Antonia (Francisca) Hageman, ook bekend onder de naam Francisca Hageman Stoetz, (Amsterdam, 30 december 1851 — aldaar, 18 januari 1884) was een Nederlands sopraan.

## Leven en werk
Hester Francisca Antonia werd in 1851 geboren als dochter van de actrice en operazangeres Christine Stoetz en de boekverkoper Antonie Simon van Westerhoven. Haar moeder was een dochter van de orkestdirecteur van de Amsterdamsche schouwburg Franciscus Nicolaus Stoets en de zangeres/toneelspeelster Louisa Johanna Majofski. Francisca's zuster Marie van Westerhoven werd actrice en trouwde met Louis H. Chrispijn. Broer Louis van Westerhoven was eveneens acteur. Ook oudtante Koosje Naret Koning was actrice.
In 1876 trouwde ze in Amsterdam met een weduwnaar, de muziekdirecteur Maurits Leonard Hageman. Uit hun huwelijk werden de zonen Leonard Felix (journalist en schrijver van zowel romans als toneelstukken) en Richard (een gevierd componist in de Verenigde Staten) geboren.
Zij kreeg haar eerste muzieklessen binnen de familie. Daarna ging ze in de leer bij Herman van Bree, Anna Collin-Tobisch en Carl Schneider in Keulen. Zij was pensionnaire van de koningin en mocht verder studeren bij het instituut van Cabel in Brussel. In 1874 werd zij benoemd tot hofzangeres. Zij gaf als zangeres binnen de "Italiaansche Opera" uitvoeringen tot in Sint Petersburg en Moskou. Na haar huwelijk werd ze nog enigszins bekend in Friesland als zangeres van oratoria, maar zong bijvoorbeeld een solopartij in het Requiem van Giuseppe Verdi met uitvoeringen te Amsterdam en Utrecht.
Samen met haar man woonde ze enige tijd in Leeuwarden, alwaar haar man van invloed was binnen de muziekwereld. Het echtpaar gaf enkele concerten. Op 12 maart 1880 gaf het stel een groot concert met de "Nieuwe Zangvereeniging", waarbij Korsfarerne van Niels Gade werd uitgevoerd. Tevens was ze een van de artiesten die de opening van concertzaal De Harmonie in november 1881 verzorgden, samen met Petrus Wedemeijer en haar man.
Zij overleed in januari 1884 op 32-jarige leeftijd ten huize van haar moeder in Amsterdam.